# HC MONACObet Banská Bystrica
A HC MONACObet Banská Bystrica egy szlovák jégkorongcsapat a szlovákiai Besztercebányán. A csapat a szlovák Tipsport liga nyugati konferenciájában játszik. A klubot 1922-ben alapították, és története során háromszor nyerte el a Szlovák bajnok címet, egymás után, 2017-ben, 2018-ban és 2019-ben. A csapat megnyerte 2022-ben a Tátra-kupát. A csapat beceneve a Barani, ami magyarul kosokat jelent.

## Története
A csapatot 1922-ben alapították.
A 2016-17-es szezonban a HK Nitra csapatát 4:1-es arányban legyőzve lett bajnok.
A 2017-18-es szezonban a HK Dukla Trenčín csapatát 4:3-as arányban legyőzve lett bajnok.
A 2018-19-es szezonban a HK Nitra csapatát 4:1-es arányban legyőzve lett bajnok.
A 2024-25-ös szezonra a csapat címadó szponzora a MONACObet lett, így a csapat neve HC MONACObet Banská Bystrica lett.

### Korábban használt nevek
- 1922 – Slávia Banská Bystrica
- 1939 – ŠK Banská Bystrica
- 1948 – Sokol NV Banská Bystrica
- 1953 – Slovan Banská Bystrica
- 1958 – Červená Hviezda Banská Bystrica
- 1962 – Iskra Smrečina Banská Bystrica
- 1993 – ŠK Iskra Banská Bystrica
- 1995 – Iskra Zlatý Bažant Banská Bystrica
- 1999 – ŠaHK Iskra Banská Bystrica
- 2005 – HC ’05 Banská Bystrica
- 2015 – HC ’05 iClinic Banská Bystrica
- 2020 – HC '05 Banská Bystrica
- 2024 – HC MONACObet Banská Bystrica

## Helyezések

### Csehszlovák Extraliga
Česko-slovenská hokejová liga – 2 szezon
- 12. hely: 1945/46, 1947/48

### 1. Slovenská národná hokejová liga
1. slovenská národná hokejová liga – 30 szezon
- 1. hely: 1968/69
- 2. hely: 1965/66, 1975/76, 1986/87
- 3. hely: 1981/82, 1990/91
- 4. hely: 1967/68, 1978/79, 1980/81
- 5. hely: 1977/78, 1989/90, 1991/92
- 6. hely: 1963/64, 1964/65, 1966/67, 1976/77, 1979/80, 1987/88
- 7. hely: 1969/70, 1972/73, 1973/74, 1983/84, 1985/86, 1992/93
- 8. hely: 1971/72, 1988/89
- 9. hely: 1970/71
- 10. hely: 1974/75, 1982/83, 1984/85

### Szlovák Extraliga
Tipos extraliga – 19 szezon
- 1. hely:  2016/17, 2017/18, 2018/2019, 2019/20 (nem hirdettek bajnokot a 2019-20-as szezonban)
- 2. hely:  2014/15, 2015/16
- 3. hely:  2010/11, 2013/14
- 5. hely: 2009/10
- 6. hely: 2022/23
- 7. hely: 2021/22, 2023/24
- 8. hely: 2008/09, 2011/12, 2012/13
- 9. hely: 1995/96, 1998/99
- 10. hely: 1996/97, 2020/21

1. hokejová liga – 12 szezon
- 1. hely: 1994/95, 1997/98, 2005/06, 2007/08
- 2. hely: 1993/94, 1999/00
- 3. hely: 2006/07
- 4. hely: 2001/02
- 5. hely: 2000/01
- 10. hely: 2002/03, 2003/04
- 12. hely: 2004/05

## Bajnokok ligája
| Csapat                 | Szezon    | Alapszakasz        | Rájátszás     | LM | Gy | Gy.h. | V.h. | V. | L.G. | K.G. | GK. | P |
| ---------------------- | --------- | ------------------ | ------------- | -- | -- | ----- | ---- | -- | ---- | ---- | --- | - |
| HC ’05 Banská Bystrica | 2017–2018 | Csoportkör 4. hely | Nem jutott be | 6  | 2  | 0     | 0    | 4  | 13   | 18   | -5  | 6 |
| HC ’05 Banská Bystrica | 2018–2019 | Csoportkör 4. hely | Nem jutott be | 6  | 1  | 0     | 1    | 4  | 14   | 24   | -10 | 2 |
| HC ’05 Banská Bystrica | 2019–2020 | Csoportkör 4. hely | Nem jutott be | 6  | 0  | 1     | 1    | 4  | 10   | 23   | -13 | 3 |

## Statisztikák
| Főszezon | Főszezon | Főszezon | Főszezon | Főszezon | Főszezon | Főszezon | Főszezon | Főszezon | Rájátszás    | Rájátszás                                 | Rájátszás | Rájátszás | Rájátszás              |
| Szezon   | LM       | GY       | GY. H.   | V. H.    | V        | G        | P        | Helyezés | Kvalifikáció | Negyeddöntő                               | Elődöntő  | Döntő     | Vladimír Dzurilla-kupa |
| -------- | -------- | -------- | -------- | -------- | -------- | -------- | -------- | -------- | ------------ | ----------------------------------------- | --------- | --------- | ---------------------- |
| 2022–23  | 50       | 21       | 7        | 2        | 20       | 147-156  | 79       | 4.       | -            | Vereség a HK Spišská Nová Ves ellen (3-4) | -         | -         | -                      |
| 2023–24  | 50       | 21       | 6        | 1        | 22       | 151-172  | 76       | 6.       | -            | Vereség a HK Spišská Nová Ves ellen (0-4) | -         | -         | -                      |
| 2024–25  | 54       | 22       | 9        | 4        | 19       | 161:145  | 88       | 5.       | -            | Vereség a DOXXbet Vlci Žilina ellen (1-4) | -         | -         | -                      |

## Játékoskeret

### Vezetőedzők
- 2005/2006 - Michal Krupa, Peter Harazín
- 2006/2007 - Vladimír Šandrik, Peter Harazín
- 2007/2008 - Vladimír Šandrik, Miroslav Chudý
- 2008/2009 - Milan Staš, Miroslav Chudý
- 2009/2010 - Milan Staš, Miroslav Chudý
- 2010/2011 - Milan Staš, Miroslav Chudý, Vladimír Országh
- 2011/2012 - (Alpo Suhonen szezon közben el lett bocsátva, és Milan Staš vezetőedző lett másodedzőből), Milan Staš, Vladimír Országh
- 2012/2013 - Vladimír Országh, Miroslav Chudý
- 2013/2014 - Vladimír Országh, Miroslav Chudý
- 2014/2015 - Miroslav Chudý, Richard Zedník, Miroslav Hlinka szezon közben le lett cserélve Peter Harazín
- 2015/2016 - Vladimír Országh, Richard Zedník
- 2016/2017 - Vladimír Országh, Richard Zedník
- 2017/2018 - Vladimír Országh, Rastislav Paľov
- 2018/2019 - Dan Ceman, Ivan Droppa, Michal Hudec
- 2019/2020 - Dan Ceman, Ivan Droppa
- 2020/2021 - (Norbert Javorčík szezon közben el lett bocsátva), (Rastislav Paľov lett az ideiglenes edző), (Miroslav Chudý szezon közben el lett bocsátva), Tuukka Poikonen, Jozef Budaj,  Richard Zedník
- 2021/2022 - (Tuukka Poikonen szezon közben el lett bocsátva), Antti Karhula, Ivan Droppa, Tomáš Surový
- 2022/2023 - (Antti Karhula szezon közben el lett bocsátva), (Rudolf Jendek és Tomáš Surový másodedzők voltak, de Antti Karhula elbocsátása után vezetőedzők lettek, azonban a rossz teljesítményük miatt el lettek bocsátva), Doug Shedden, Hunor Marton
- 2023/2024 - (Doug Shedden a szezon közben más klubba igazolt), Raimo Helminen, Hunor Marton

- Doug Shedden (2022-2023)[6]
- Ľuboš Pisár (2023-2023)[7]
- Raimo Helminen (2023-2024)[8]
- Vladimír Országh (2024-napjainkig)[9]

## Kabala
A csapat kabalaállata a 2005-ben bemutatott kos, ami a klub logójában is jelen van.

## Nézettség
| Szezon  | Átlagos nézőszám | Helyezés a ligában |
| ------- | ---------------- | ------------------ |
| 2022–23 | 2 178            | 7.                 |
| 2023–24 | 2 208            | 8.                 |
| 2024–25 | 2300             | 8.                 |

## Bajnokcsapatok
- HC '05 iClinic Banská Bystrica 2016/2017

Edzők: Vladimír Országh, Richard Zedník
Kapusok: Andrej Košarišťan, Jason Bacashihua, Nathan Lawson
Védők: Ty Wishart, Branislav Kubka, Michal Sersen, Jonathan Carlsson, Adam Sedlák, Mathew Maione, Ivan Majeský, Martin Gründling, Mislav Rosandič, Ivan Ďatelinka, Vladimír Mihálik
Csatárok: Viačeslav Truchno, Jordan Hickmott, Martin Belluš, Mário Lunter, Dávid Buc, Tomáš Matoušek, Matej Češík, Tomáš Zigo, Alex Tamáši, Michal Handzuš, Pavol Skalický, Tomáš Surový, Patrik Lamper, Martin Andrisík, Petr Kafka, Mário Róth, Dalibor Bortňák, Brock Higgs
- HC '05 iClinic Banská Bystrica 2017/2018

Edzők: Vladimír Országh, Rastislav Paľov
Kapusok: Jan Lukáš, Teemu Lassila
Védők: Oliver Košecký, Martin Kupec, Branislav Kubka, Guillaume Gélinas, Adam Sedlák, Ján Brejčák, Ivan Ďatelinka, Nick Trecapelli, Klemen Pretnar, Vladimír Mihálik, Steven Delisle
Csatárok: Pavol Skalický, Josh Brittain, Mário Lunter, Miloš Bubela, Gilbert Gabor, Matej Češík, Alex Tamáši, Éric Faille, Matej Giľák, Guillaume Asselin, Tomáš Surový, Cason Hohmann, Marek Bartánus, Patrik Lamper, Michal Kabáč, Tomáš Hrnka, Dalibor Bortňák
- HC '05 iClinic Banská Bystrica 2018/2019

Edzők: Dan Ceman, Ivan Droppa, Michal Hudec
Kapusok: Stephon Williams, Ivan Lisutin, Samuel Baroš
Védők: Branislav Kubka, Karol Sloboda, Jordon Southorn, Marek Biro, Ben Marshall, Ryan Glenn, Ivan Ďatelinka, Vladimír Mihálik, Martin Nemčík
Csatárok: Gilbert Gabor, Tomáš Matoušek, Matej Češík, Tomáš Zigo, Dávid Šoltés, Éric Faille, Guillaume Asselin, Levko Koper, Tomáš Surový, Eric Selleck, Mário Lunter, Marek Bartánus, Patrik Lamper, Michal Kabáč, Brock Higgs, Andrej Šťastný

## Híres játékosok
- Zoltán Bátovský
- Miroslav Chudý
- Ján Šimčík
- Igor Majeský
- Jozef Zigo
- Michal Longauer
- Lukáš Bambúch
- Matej Češík
- Stanislav Škovránek
- Jaroslav Majzel
- Ján Laco
- Michal Dian
- Ján Pardavý
- Imrich Petrík
- Ivan Majeský
- Richard Zedník
- Michal Handzuš
- Vlastimil Plavucha
- Vladimír Országh
- Vladimír Svitek
- Peter Budaj
- Tomáš Surový
- Miroslav Hlinka
- Dárius Rusnák
- Michal Hudec
- Peter Slanina
- František Javúrek
- Cason Hohmann
- Jason Bacashihua
- Patrick White
- Guillaume Asselin
- Éric Faille
- Brock Higgs
- Clayton Stoner
- Colton Gillies
- Matthew Maione

## Jégcsarnok

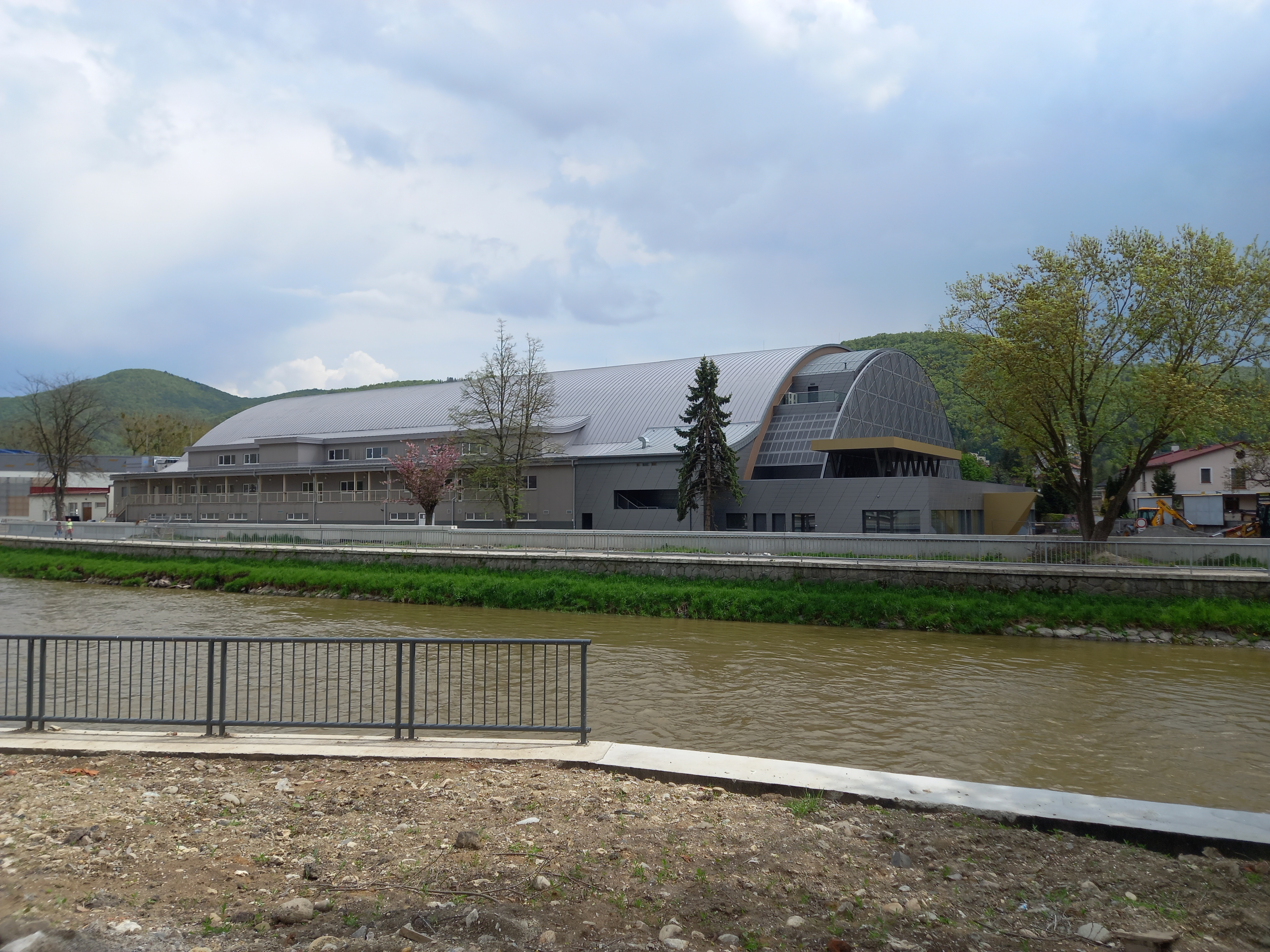
A Tipsport Aréna (Besztercebánya)

A csapat jelenleg használt jégcsarnoka a Tipsport Aréna, ami 3 016 fő befogadására alkalmas. A jégcsarnokot 1956 karácsonyán nyitották meg, és több felújításon átesett, a legnagyobb 2009-ben történt. A jégcsarnokban játszik a Európai Egyetemi Jégkorong Ligában szereplő UMB Hockey Team csapata is.

## Rivalizálások

### HKM Zvolen
A besztercebányai és zólyomi csapat rivalizálását elsősorban a földrajzi közelségük hozta létre. A két csapat közötti meccseket szlovákul pohronské derby-nek (magyarul: Garammenti-rangadó) nevezik, mivel mindkét város a Garam (szlovákul: Hron) folyó mellett fekszik. Rájátszásdöntőt még a két csapat nem játszott egymás ellen, de a két közeli település mérkőzései az alapszakasz és rájátszás idején is sok nézőt vonz.